# Moca oxystoma
Moca oxystoma is een vlinder uit de familie van de Immidae. De wetenschappelijke naam van de soort is voor het eerst geldig gepubliceerd in 1962 door Bradley.